# Cecilia Chazama
Cecilia Chazama là một chính trị gia ở Malawi, người từng giữ chức Bộ trưởng Bộ Nội vụ và An ninh nội bộ, trong Nội các của Malawi, kể từ ngày 24 tháng 10 năm 2017. Trước cuộc hẹn hiện tại, bà là Bộ trưởng Bộ Giáo dục Công dân tại Nội các Malawian.

## Những ý kiến khác
Có hiệu lực từ tháng 7 năm 2018, bà Chazama giữ chức Giám đốc Quốc gia về Phụ nữ, trong Đảng Tiến bộ Dân chủ (DPP) cầm quyền. Bà được bầu tại đại hội tự chọn quốc gia thứ ba của đảng.